# میریام وچه
میریام وچه (ایتالیایی: Miriam Vece؛ زادهٔ ۱۶ مارس ۱۹۹۷) دوچرخه‌سوار زن اهل ایتالیا است.
وی در مسابقات کشوری و بین‌المللی در مجموع برندهٔ ۴ مدال برنز شده‌است.